# Roberto Paterlini
Roberto Paterlini (Brescia, 15 giugno 1981) è uno scrittore italiano.
Tra le sue pubblicazioni si citano Il ventiquattrenne più vecchio del mondo, edito nel 2007 da Libreria Croce, e il romanzo vincitore del premio La Giara, Cani randagi, edito e distribuito da Rai Eri.
Nel 2006 ha vinto il Sonar Script Festival con una sceneggiatura intitolata 23 anni.

## Opere
- Roberto Paterlini, Il ventiquattrenne più vecchio del mondo, Libreria Croce, 2007, prima edizione
- Roberto Paterlini, Cani randagi, Rai Eri, 2012